# Frontera entre Suècia i Estònia
La frontera entre Suècia i Estònia és totalment marítima, situada completament en el Mar Bàltic. Va formar part de la frontera externa de la Unió Europea a partir de l'1 de gener de 1995, data d'adhesió de Suècia, abans de convertir-se en una frontera interna. després de l'adhesió d'Estònia l'u de maig de 2004.
La línia es troba equidistant de les illes sueques de Gotland i Gotska Sandön amb l'illa estoniana de Saaremaa.
La línia de delimitació de la plataforma continental i les zones econòmiques exclusives de Suècia i Estònia segueix les línies rectes (línies geodèsiques) que connecten els punts corresponents a les coordenades geogràfiques següents:
- Punt A : 58°01,440' de latitud N 20°23,755' de longitud E
- Punt B : 58°11,981' de latitud N 20°22,280' de longitud E
- Punt C : 58°28,979' de latitud N 20°26,367' de longitud E
- Punt D : 58°46,812' de latitud N 20°28,448' de longitud E

El trifini Letònia-Estònia-Suècia ha estat definit en un acord trilateral celebrat el 30 d'abril de 1997: Aquest punt correspon al punt A i està situat exactament en les coordenades 58°01,440' de latitud N i 20°23,755' de longitud E.
El trifini Finlàndia-Estònia-Suècia ha estat definit en un acord trilateral signat el 16 de gener de 2001: Aquest punt està situat exactament en les coordenades 58°01,440' de latitud N i 20°23,755' de longitud E.